# Gniewskie Pole
Gniewskie Pole is een plaats in het Poolse district  Kwidzyński, woiwodschap Pommeren. De plaats maakt deel uit van de gemeente Kwidzyn en telt 269 inwoners.

## Verkeer en vervoer
- Station Gniewskie Pole
- Station Gniewskie Pole Działki
- Station Gniewskie Pole Kolonia